# San Tropez
„San Tropez” (prow. San Tropetz) – utwór brytyjskiej formacji Pink Floyd, który znalazł się na ich płycie Meddle. Jest to jedyny utwór z płyty, który nie jest koprodukcją całego zespołu, a solowym dziełem Rogera Watersa.
Odznacza się jazzowym tempem, nawiązuje klimatem do utworów The Kinks i The Beatles.
Przez wiele osób utwór ten uważany jest za nieudany eksperyment, jednak zdaniem innych ma w sobie pewien urok.